# Pusto Selo (Sokolac)
Pour les articles homonymes, voir Pusto Selo.
Pusto Selo (en serbe cyrillique : Пусто Село) est un village de Bosnie-Herzégovine. Il est situé sur le territoire de la ville d'Istočno Sarajevo, dans la municipalité de Sokolac et dans la république serbe de Bosnie. Selon les premiers résultats du recensement bosnien de 2013, il compte 23 habitants.

## Géographie
Le village est situé à la confluence de la Žitina et de la Kaljina, un affluent de la Bioštica.

## Démographie

### Évolution historique de la population dans la localité
| 1948 | 1953 | 1961 | 1971 | 1981 | 1991 | 2013 |
| ---- | ---- | ---- | ---- | ---- | ---- | ---- |
| -    | -    | 63   | 75   | 56   | 55   | 23   |

|  |

### Répartition de la population par nationalités (1991)
En 1991, les 55 habitants du village étaient tous Musulmans (Bosniaques).